# Mistrovství světa juniorů v ledním hokeji 1979
Mistrovství světa juniorů v ledním hokeji 1979 se 27. prosince 1978 až 3. ledna 1979 konalo ve švédských městech Karlstad a Karlskoga.

## Výsledky

### Skupina A
27.12.1978

ČSSR - USA 3:2 (2:1, 0:1, 1:0)

SSSR - Norsko 17:0 (6:0, 1:0, 10:0)

28.12.1978

USA - SSSR 1:7 (0:3, 1:4, 0:0)

Norsko - ČSSR 4:6 (2:1, 2:4, 0:1)

30.12.1978

Norsko - USA 1:7 (1:1, 0:5, 0:1)

SSSR - ČSSR 9:1 (3:1, 5:0, 1:0)
| Tým       | Z | V | R | P | GS | GI | B |
| --------- | - | - | - | - | -- | -- | - |
| 1. SSSR   | 3 | 3 | 0 | 0 | 33 | 2  | 6 |
| 2. ČSSR   | 3 | 2 | 0 | 1 | 10 | 15 | 4 |
| 3. USA    | 3 | 1 | 0 | 2 | 10 | 11 | 2 |
| 4. Norsko | 3 | 0 | 0 | 3 | 5  | 30 | 0 |

### Skupina B
27.12.1978

Kanada - Finsko 1:3 (0:0, 1:2, 0:1)

Švédsko - SRN 5:2 (3:0, 1:1, 1:1)

28.12.1978

SRN - Kanada 2:6 (0:2, 1:2, 1:2)

Finsko - Švédsko 1:2 (0:1, 1:1, 0:0)

30.12.1978

Finsko - SRN 7:1 (2:1, 2:0, 3:0)

Švédsko - Kanada 1:0 (0:0, 1:0, 0:0)
| Tým        | Z | V | R | P | GS | GI | B |
| ---------- | - | - | - | - | -- | -- | - |
| 1. Švédsko | 3 | 3 | 0 | 0 | 8  | 3  | 6 |
| 2. Finsko  | 3 | 2 | 0 | 1 | 11 | 4  | 4 |
| 3. Kanada  | 3 | 1 | 0 | 2 | 7  | 5  | 2 |
| 4. SRN     | 3 | 0 | 0 | 3 | 5  | 18 | 0 |

### Finálová skupina
31.12.1978

SSSR - Finsko 4:2 (1:0, 1:2, 2:0)

Švédsko - ČSSR 1:1 (0:0, 0:1, 1:0)

2.1.1979

Finsko - Švédsko 2:5 (2:2, 0:2, 0:1)

SSSR - ČSSR 2:2 (1:1, 1:1, 0:0)

3.1.1979

ČSSR - Finsko 6:5 (1:1, 3:2, 2:2)

Švédsko - SSSR 5:7 (2:2, 2:2, 1:3)
| Tým        | Z | V | R | P | GS | GI | B |
| ---------- | - | - | - | - | -- | -- | - |
| 1. SSSR    | 3 | 2 | 1 | 0 | 13 | 9  | 5 |
| 2. ČSSR    | 3 | 1 | 2 | 0 | 9  | 8  | 4 |
| 3. Švédsko | 3 | 1 | 1 | 1 | 11 | 10 | 3 |
| 4. Finsko  | 3 | 0 | 0 | 3 | 9  | 15 | 0 |

### Skupina o udržení
zápasy SRN - Kanada (2:6) a Norsko - USA (1:7) za započítávaly ze skupiny

31.12.1978

Kanada - Norsko 10:1 (4:0, 3:1, 3:0)

USA - SRN 8:6 (2:1, 3:2, 3:3)

1.1.1979

Norsko - SRN 0:6 (0:3, 0:2, 0:1)

Kanada - USA 6:3 (1:0, 4:3, 1:0)
| Tým       | Z | V | R | P | GS | GI | B |
| --------- | - | - | - | - | -- | -- | - |
| 5. Kanada | 3 | 3 | 0 | 0 | 22 | 6  | 6 |
| 6. USA    | 3 | 2 | 0 | 1 | 18 | 13 | 4 |
| 7. SRN    | 3 | 1 | 0 | 2 | 14 | 14 | 2 |
| 8. Norsko | 3 | 0 | 0 | 3 | 2  | 23 | 0 |

## Soupisky
SSSR
Brankáři: Dmitrij Saprykin, Vladimir Gerasimov

Obránci: Jurij Strachov, Viktor Glušenkov, Alexej Kasatonov, Jurij Vošakov, Valerij Krylov, Andrej Sidorenko, Sergej Karpov

Útočníci: Vladimir Krutov, Igor Larionov, Vladimir Golovkov, Vjačeslav Rjanov, Anatolij Tarasov, Gennadij Kurdin, Nikolaj Varjanov, Alexandr Gerasimov, Nikolaj Maslov, Andrej Andrejev, Anatolij Antipov.
 ČSSR
Brankáři: Jan Hrabák, Pavol Norovský

Obránci: Ivan Černý, Peter Slanina, Arnold Kadlec, Antonín Plánovský, Pavel Setikovský, Jaroslav Horský, Juraj Bakoš

Útočníci: Ján Jaško, Anton Šťastný, Dárius Rusnák, František Černý, Jiří Lála, Dušan Pašek, Miroslav Fryčer, Ondřej Weissmann, Vladimír Jeřábek, Igor Liba, Vlastimil Vajčner.
 Švédsko
Brankáři: Pelle Lindbergh, Göran Henriksson

Obránci: Jan-Åke Danielsson, Tomas Jonsson, Thomas Eriksson, Tommy Samuelsson, Thomas Kärrbrandt, Lars Karlsson, Per Sjölander

Útočníci: Conny Silfverberg, Thomas Steen, Mats Näslund, Tommy Mörth, Björn Åkerblom, Håkan Södergren, Sivert Andersson, Ove Olsson, Mikael Andersson, Håkan Loob.
 Finsko
Brankáři: Jari Paavola, Rauli Sohlman

Obránci: Timo Blomqvist, Juha Huikari, Jari Hytti, Jari Järvinen, Jussi Lepistö, Reijo Ruotsalainen

Útočníci: Kari Jalonen, Jarmo Jamalainen, Arto Javanainen, Juha Jyrkkiö, Jari Kurri, Pekka Laukkanen, Jari Lindgren, Jarmo Mäkitalo, Juha Nurmi, Kai Suikkanen, Timo Susi, Harri Tuohimaa.
 Kanada
Kanadu reprezentoval klub New Westminster Bruins (WHL)
Brankáři: Rollie Melanson, Tom Semenchuk

Obránci: Keith Brown, Boris Fistric, Bruce Howes, Brad McCrimmon, Larry Melnyk

Útočníci: Randy Irving, Yvan Joly, Bill Hobbins, John-Paul Kelly, Terry Kirkham, Gary Lupul, Scott MacLeod, John Ogrodnick, Dave Orleski, Brian Propp, Errol Rausse, Kent Reardon.
 USA
Brankáři: Stuart Birenbaum, Jim Jetland

Obránci: Jeff Brownschidle, Jeff Lundgren, Todd Mishler, Mike Ramsey, Mike Stone

Útočníci: Aaron Broten, Neal Broten, Dave Christian, Bobby Crawford, Gary De Grio, Bryan Erickson, Peter Johnson, Mike LaBianca, John LiPrando, Steve Murphy, Steve Palazzi, Mark Pettygrove, Steve Ulseth.
 SRN
Brankáři: Gerhard Hegen, Bernhart Köpf

Obránci: Karl Altman, Rainer Blum, Michael Eggerbauer, Klaus Heider, Joachim Janzon, Harold Kreis, Bernhard Seyller

Útočníci: Jürgen Adams, Alexander Gross, Wilhelm Hofer, Georg Holzmann, Jürgen Lechl, Miroslav Nentvich, Peter Obresa, Harry Pflügl, Günther Stauner, Helmut Steiger, Michael Tack.
 Norsko
Brankáři: Tommy Skaarberg, Frank Strømsnes

Obránci: Trond Abrahamsen, Cato-Tom Andersen, Bjørn Olaf Bratz, Harald Bastiansen, Tor Helge Eikeland, Øystein Jarlsbo

Útočníci: Knut Andersen, Harald Bastiansen, Arne Billkvam, Stephen Kjell Foyn, Frode Gaare, Geir Hansen, Tom Huse, Roy Johansen, Knut Johansen, , Bjørn Kolsrud, Petter Thoresen, Ørjan Løvdal.

## Turnajová ocenění
|                            | Brankář         | Obránce          | Obránce          | Útočníci         | Útočníci        | Útočníci        |
| -------------------------- | --------------- | ---------------- | ---------------- | ---------------- | --------------- | --------------- |
| Ceny direktoriátu IIHF     | Pelle Lindbergh | Alexej Kasatonov | Alexej Kasatonov | Vladimir Krutov  | Vladimir Krutov | Vladimir Krutov |
| All-Star Tým (podle médií) | Pelle Lindbergh | Ivan Černý       | Alexej Kasatonov | Anatolij Tarasov | Thomas Steen    | Vladimir Krutov |

### Produktivita
| Hráč               | G | A | Body |
| ------------------ | - | - | ---- |
| Vladimir Krutov    | 8 | 6 | 14   |
| Anatolij Tarasov   | 5 | 5 | 10   |
| Vjačeslav Rjanov   | 6 | 3 | 9    |
| Georg Holzmann     | 4 | 4 | 8    |
| Alexandr Gerasimov | 2 | 6 | 8    |

## Skupina B
Šampionát B skupiny se odehrál ve Francii, postup na MSJ 1980 si vybojovali Švýcaři

### Skupina A
|    |          | FRA | POL  | AUT  | BEL  | V | R | P | Skóre | B |
| 1. | Francie  | *** | 5:4  | 3:1  | 9:2  | 3 | 0 | 0 | 17:7  | 6 |
| 2. | Polsko   | 4:5 | ***  | 9:0  | 23:2 | 2 | 0 | 1 | 36:7  | 4 |
| 3. | Rakousko | 1:3 | 0:9  | ***  | 10:3 | 1 | 0 | 2 | 11:15 | 2 |
| 4. | Belgie   | 2:9 | 2:23 | 3:10 | ***  | 0 | 0 | 3 | 7:42  | 0 |

### Skupina B
|    |            | SUI  | DEN | NED  | ITA | V | R | P | Skóre | B |
| 1. | Švýcarsko  | ***  | 8:2 | 10:4 | 9:1 | 3 | 0 | 0 | 27:7  | 6 |
| 2. | Dánsko     | 2:8  | *** | 3:0  | 3:0 | 2 | 0 | 1 | 8:8   | 4 |
| 3. | Nizozemsko | 4:10 | 0:3 | ***  | 7:4 | 1 | 0 | 2 | 11:17 | 2 |
| 4. | Itálie     | 1:9  | 0:3 | 4:7  | *** | 0 | 0 | 3 | 5:19  | 0 |

### Finále
Švýcarsko –  Francie 5:4pp

### O 3. místo
Polsko –  Dánsko 6:5pp

### O 5. místo
Rakousko –  Nizozemsko 6:5

### O 7. místo
Itálie –  Belgie 17:2

### Konečné pořadí
1.  Švýcarsko

2.  Francie

3.  Polsko

4.  Dánsko

5.  Rakousko

6.  Nizozemsko

7.  Itálie

8.  Belgie